# Roger de Clifford, 2. Baron de Clifford

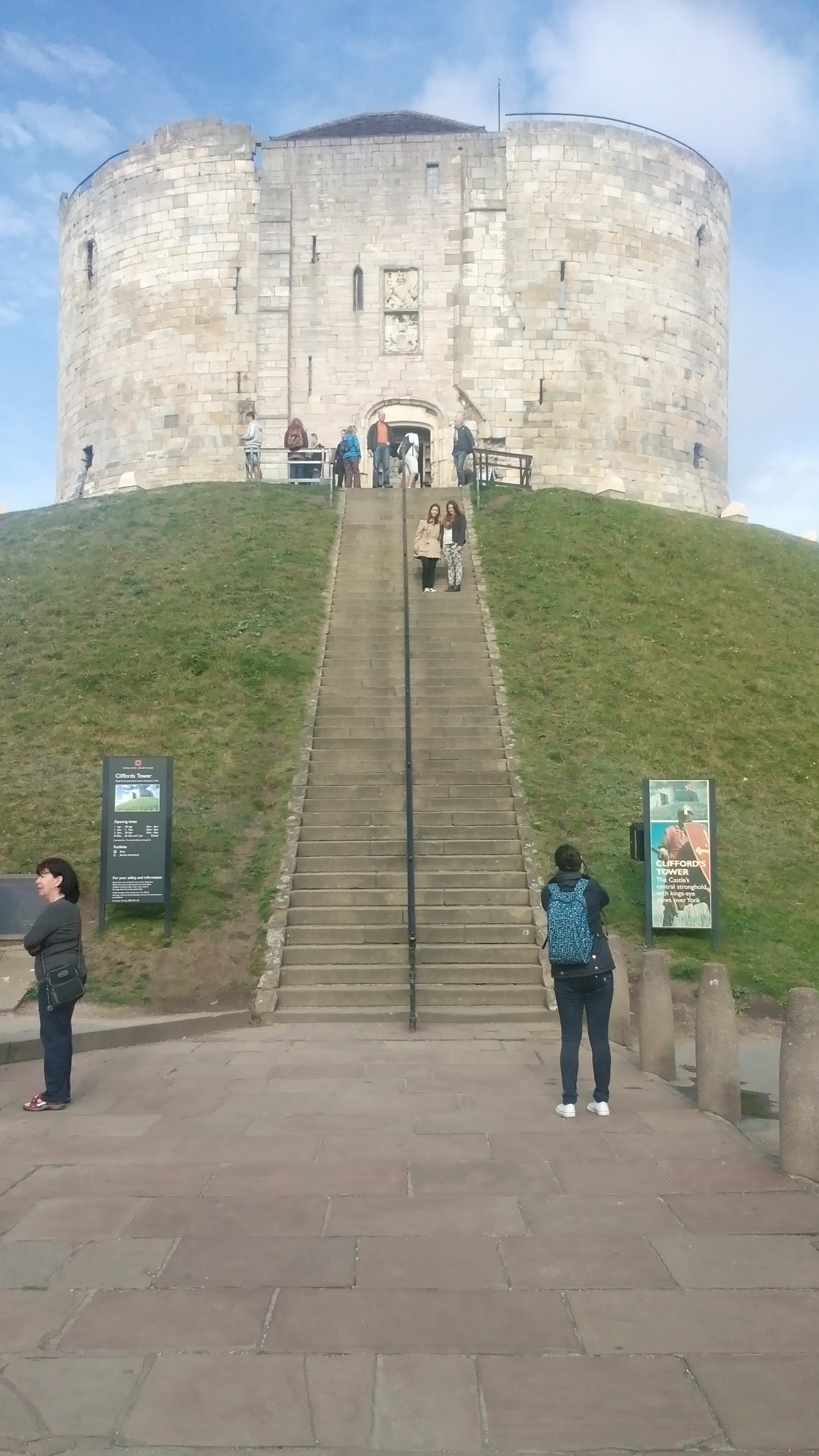
Clifford's Tower, der Keep von York Castle, wo Roger de Clifford 1322 hingerichtet wurde

Roger de Clifford, 2. Baron de Clifford (* 21. Januar oder 2. Februar 1300; † 23. März 1322 in York) war ein englischer Magnat und Rebell.

## Leben
Roger war der älteste Sohn von Robert de Clifford, 1. Baron de Clifford und von Maud de Clare, der ältesten Tochter von Thomas de Clare, Lord of Thomond. Als sein Vater 1314 in der Schlacht von Bannockburn fiel, war er noch minderjährig. Sein Vormund wurde Sir Bartholomew de Badlesmere. Seine Mutter wurde 1315 von einem anderen Adligen entführt und heiratete nach ihrer Befreiung Robert de Welles, einen ihrer Retter.
Als Clifford um 1320 volljährig wurde, konnte er das reiche Erbe seines Vaters antreten, zu denen umfangreiche Besitzungen in Nordengland, vor allem die Herrschaft Westmorland gehörten. Wahrscheinlich wurde er durch seinen Vormund Badlesmere, der sich nach dem Despenser War 1321 der Rebellion gegen König Eduard II. angeschlossen hatte, ebenfalls zum Rebellen gegen den König. Dem König gelang es jedoch, die von Thomas of Lancaster, 2. Earl of Lancaster geführte Rebellion zu zerschlagen. Clifford flüchtete mit Lancaster und Badlesmere nach Nordengland. Bei Boroughbridge wurden sie von einem königlichen Heer unter Cliffords früherem Vasallen Andrew Harclay gestellt. Nach der folgenden Schlacht bei Boroughbridge geriet Clifford verwundet in Gefangenschaft. Er wurde von Harclay nach York gebracht und als Verräter gehängt.
Roger war unverheiratet geblieben. Seine Besitzungen wurden vom König beschlagnahmt, der sie teilweise seinem Günstling Hugh le Despenser übergab. Nach dem Sturz von König Eduard II. erhielt sie Rogers jüngerer Bruder Robert 1327 zurück. Der Keep von York Castle wird Clifford's Tower genannt, möglicherweise, weil Clifford an den Zinnen des Turms gehängt wurde.